# Бриксель, Франц (писатель)
Франц Бриксель (нем. Franz Brixel; 15 декабря 1840, Рёмерштадт, ныне Римаржов, Чехия — 24 февраля 1903, Грац) — австрийский писатель и публицист, писавший под псевдонимом Армин Франке (нем. Armin Franke).
Учился в реальном училище в Мёриш-Нойштадте, затем в коммерческом училище в городе Дойч-Богсан в Трансильвании (ныне в составе румынского города Бокша). Работал бухгалтером на различных предприятиях, в том числе на пивоваренном заводе в Мюрццушлаге. С 1896 г. на государственной службе в Граце.
Бриксель выступал против алкогольной зависимости и в поддержку вегетарианства; в 1882 году открыл в Мюнхене вегетарианскую столовую. В 1883 г. опубликовал книгу «Демон Алкоголь» (нем. Dämon Alkohol), в 1892 г. — «Саркофагия, или мясоедение» (нем. Die Sarkophagie oder das Fleisch-Essen). Развитию идей Брикселя о правильном устройстве жизни были посвящены книги «Письма к единомышленникам» (нем. Episteln an Gesinnungsgenossen; 1891) и «Практическое учение о душе» (нем. Praktische Seelenlehre; 1902). В 1894 году отправил две свои книги Льву Толстому.
Среди художественных произведений Брикселя наибольшее значение имела книга «Горная хроника. Серьёзные и весёлые истории из Рёмерштадта и его окрестностей» (нем. Gebirgschronik. Ernste und heitere Geschichten aus Römerstadt und Umgebung; 1895, чешский перевод 2013). Брикселю также принадлежат лирические и эпические стихотворения, стихи для детей.